# IC 3449
IC 3449 је спирална галаксија у сазвјежђу Береникина коса која се налази на листи објеката дубоког неба у Индекс каталогу.
Деклинација објекта је + 25° 54' 52" а ректасцензија 12h 31m 22,9s. Привидна величина (магнитуда) објекта IC 3449 износи 16,3 а фотографска магнитуда 17,1. IC 3449 је још познат и под ознакама NPM1G +26.0281, KUG 1228+261, PGC 89615.